# Adolfo Rodríguez Herrera
Adolfo Rodríguez Herrera (* 9. April 1924 in Minas; † 10. Mai 2003) war Erzbischof von Camagüey.

## Leben
Adolfo Rodríguez Herrera empfing am 18. Juli 1948 die Priesterweihe. 
Johannes XXIII. ernannte ihn am 27. Mai 1963 zum Weihbischof in Camagüey und Titularbischof von Tiberiopolis. Der Erzbischof von San Cristóbal de la Habana, Evelio Díaz Cía, weihte ihn am 16. Juli desselben Jahres zum Bischof; Mitkonsekratoren waren José Maximino Eusebio Domínguez y Rodríguez, Bischof von Matanzas, und Manuel Pedro Rodríguez Rozas, Bischof von Pinar del Río.
Er nahm an der dritten und vierten Sitzungsperiode des Zweiten Vatikanischen Konzils teil. Paul VI. ernannte ihn am 10. September 1964 zum Bischof von Camagüey. Der Papst erhob am 5. Dezember 1998 das Bistum zum Erzbistum und er wurde somit zum Erzbischof von Camagüey ernannt. Am 10. Juni 2002 nahm Johannes Paul II. seinen altersbedingten Rücktritt an.